# Рио, Элис
Элис Рио (англ. A. (Alice) M. E. Rio; род. Париж) — британский историк, специалист по тёмным векам европейской истории, в частности по Меровингам и Каролингам. Доктор философии (2006), профессор средневековой истории лондонского Кингс-колледжа. Лауреат Gladstone Prize (2009).
Родилась и выросла в Париже. Степень доктора философии получила в лондонском Кингс-колледже (на кафедре истории, под началом Jinty Nelson). Затем младший исследовательский феллоу оксфордского Нью-колледжа, после чего феллоу и лектор кембриджского Сидни-Сассекс-колледжа. В 2009 году вернулась лектором в лондонский Кингс-колледж, где ныне профессор средневековой истории. С октября 2022 года соредактор Past & Present, членом редколлегии которого стала в 2011 году.
Автор монографий Legal Practice and the Written Word: Frankish Formulae, c. 500—1000 (Cambridge University Press, 2009) {Рец.} и Slavery After Rome, c. 500—1100 (Oxford University Press, 2017) {Рец.: , , }.